# A Few Notes on Our Food Problem
A Few Notes on Our Food Problem ist ein US-amerikanischer Dokumentarfilm von James Blue aus dem Jahr 1968.

## Inhalt
Der Film beginnt mit Statistiken. Es gebe drei Milliarden Menschen auf der Welt, und die Zahl werde sich bis zum Jahr 2000 verdoppeln. Doch wie soll die wachsende Bevölkerung ernährt werden? In den betrachteten Ländern in Afrika, Asien und Lateinamerika seien 60 % der Bevölkerung Bauern. Warum bauen die nicht mehr an? Die Antwort: Weil es sich nicht lohnt. Viele haben nicht die Möglichkeit, mehr zu verkaufen ohne etwas zu riskieren. Bei anderen drohen Dürren, die die Ernte zerstören könnten. Bei dem gegenwärtigen Anbau wird die Großfamilie der Bauern bei einer Dürre hungern. Doch um mehr anzubauen müsse ein Kredit aufgenommen werden. Wenn es dann eine Dürre gibt, verlieren sie nicht nur die eine Ernte, sondern die Farm. Dieses Risiko will niemand eingehen. Also leben ganze Länder von importiertem Getreide. Das kostet aber Geld, das nicht zur Entwicklung des Landes zur Verfügung steht. Und wenn die Lieferungen nicht mehr kommen, droht der Hunger.
In einem asiatischen Forschungsprojekt wurde einigen bis dahin traditionell arbeitenden Bauern eine Reissorte zur Verfügung gestellt, die viermal mehr Erträge bringt. Außerdem wurden ihnen das benötigte Wasser und Absatzmärkte garantiert, geeignete Landmaschinen, Dünger und Pestizide zur Verfügung gestellt, sowie bei Bedarf günstige Kredite. Das brachte tatsächlich die vierfache Erntemenge. Der Film zeigt auch, wie dort Reiskörner Gammastrahlen ausgesetzt werden, um Mutationen zu begünstigen. Nur etwa eine von 10 Millionen solcher Mutationen bringe eine nutzbare Verbesserung, doch alle müssen angebaut werden um herauszubekommen, welche das ist. Die Bauern haben gesehen, dass sie bessere Erträge erwirtschaften und damit besser leben könnten. Doch es geht nicht ohne die Unterstützung, über deren Fehlen sie sich beklagen und unzufrieden sind. Darum gehen monatlich tausende Bauern in die Städte, um dort mehr zu verdienen. So entstehen Slums, und das ohnehin strapazierte landwirtschaftliche System wird weiter geschwächt, da sie nun Lebensmittel verbrauchen statt welche zu produzieren. Auch die Bauern wollen die Dinge, die Selbstachtung und Freude bringen. Es müsse ihnen also die Gelegenheit dazu gegeben werden, um sicherzustellen, dass genügend Nahrungsmittel angebaut werden. Eine weitere Forschungsanstalt, dieses Mal in Lateinamerika. Sie soll helfen, ein Flussdelta, das Millionen von Menschen ernähren könnte, landwirtschaftlich zu erschließen. Doch das braucht Zeit, die unbedingt genutzt werden muss. Passiert das nicht, wird es größere Hungersnöte geben.

## Produktion
A Few Notes on Our Food Problem wurde in Brasilien, Uganda, Indien und Taiwan gedreht. Der Film war der letzte, den James Blue für die United States Information Agency (USIA) drehte, bevor er sie aus Protest gegen die Außenpolitik der USA in Vietnam verließ (Vietnamkrieg). Zudem war es sein erster Farbfilm. Wie bei Filmen der USIA üblich, war der Film nur für Vorstellungen außerhalb der USA bestimmt.
Die Musik wurde laut Vorspann vom New York Brass Quintett gespielt. Dort wird auch das Lied I Missed Me von Jimmy Reeves genannt.

## Rezeption

### Kritiken
Der Dokumentarfilmer Basil Wright findet A Few Notes on Our Food Problem trotz des bescheidenen Titels hervorragend, wunderbar und bewegend. Durch die Kraft seiner Botschaft und die filmische Schönheit sei es einer der wenigen wirklich guten Dokumentarfilme. Er sei als ein Gedicht mit Passion und Mitleid, Wut und Hoffnung konstruiert, besonders aber mit einem Gefühl für die Güte, die man überall beim einfachen Volk finden könne. Er sei nicht nur eine kraftvolle Warnung vor der drohenden Katastrophe, sondern auch eine triumphale Versicherung der wunderbaren Fähigkeiten der Menschheit. Molly Geidel meinte, dieser Film über Bevölkerungswachstum und die damit verbundene Nahrungskrise, die in den 1960er Jahren stark übertrieben dargestellt worden sei, stelle einen partiellen Bruch mit den Sicherheiten des frühen Kalten Krieges dar, weil der Dorfbewohner aus Entwicklungsländern die Möglichkeit biete, über dieses Thema zu sprechen. Er nehme Widersprüche in der Entwicklung dieser Länder wahr, sehe aber keine andere Lösung als durch die Ideen von Experten. Doch die können sich irren und täten es auch oft. A Few Notes on Our Food Problem zeige einfühlsam das daraus resultierende Hin-und-Her. Auch fange er ein, wie bei nicht-westlichen Gemeinschaften der Wunsch nach einem westlichen Lebensstil vermittelt wurde, nur um ihnen dann zu erklären, dass ihnen die Ressourcen dazu fehlen.

### Preise und Nominierungen
Bei der Oscarverleihung 1969 war James Blue für A Few Notes on Our Food Problem in der Kategorie Bester Dokumentarfilm nominiert. Der Oscar ging aber an Bill McGaw für Journey Into Self. A Few Notes on Our Food Problem erhielt zudem den Golden Eagle Award of CINE und wurde beim 11. Vancouver International Film Festival in den Kategorien Bester Dokumentarfilm und Beste Kamera in Farbe ausgezeichnet.